# Veliko Tárnovo
Veliko Tárnovo (en búlgaro: Велико Търново, traducido como "Gran Tárnovo") es el centro cultural del norte de Bulgaria. Situada a unos 250 km de Sofía y a orillas del río Yantra, la ciudad fue fundada por los tracios y en la época de mayor esplendor del Segundo Imperio búlgaro en la Edad Media fue la capital del país.

## Historia
En la colina de Tsarevets hubo un asentamiento romano fortificado. Años después cedió su paso a un establecimiento bizantino. Veliko Tárnovo (Tarnovgrad llamada durante esos años). Es la capital del Segundo Imperio Búlgaro. La ciudad cayó bajo el dominio otomano en 1396. En 1598, se rompió la gran Primera Rebelión de Tárnovo. 
Tras la liberación de la capital de Bulgaria durante un año. En la ciudad hay varios mercados urbanos. En la primera década del siglo XX, la ciudad fue electrificado y al final Yantra se construyen micro generación.
En Veliko Tárnovo, el zar Fernando I declaró la independencia de todos los territorios búlgaros el 5 de octubre de 1908.

## Educación
- Universidad de Veliko Tárnovo
- Universidad Nacional Militar Vasil Levski

## Cultura

### Museos
- Museo Regional (RIM). Creado en 1871
- Casa-Museo de Petko Slavéykov Ráchev
- Casa-Museo de Emilián Stánev
- Museo arqueológico
- Museo "Renacimiento y Asamblea Constituyente"
- Museo "historia moderna y contemporánea"
- Museo "prisión"
- Museo "Casa Sarafkina"

### Arquitectura
La arquitectura de Veliko Tárnovo se ha desarrollado en la Edad Media y el Renacimiento. En la parte central y la parte nueva son edificios públicos y residenciales construidas en estilo barroco, estalinista, barroco y modernista.

### Instituciones culturales
- Biblioteca Regional de Petko Slavéykov
- Centro de la comunidad Nadezhda 1869

## Patrimonio
El turismo y la industria textil son los principales sectores de la actividad económica de la ciudad.
- Casa del monito: Es un edificio construido en 1849 por el arquitecto local Kolyo Ficheto. Recibe su nombre de una pequeña estatua de un mono en la fachada.
- Iglesia de los Santos Cirilo y Metodio: Construida en 1860 por Kolyo Ficheto.
- Iglesia de San Nicolás: Diseñada por Kolyo Ficheto destaca por su iconostasio de la escuela de Tryavna.
- Iglesia de los cuarenta mártires.
- Iglesia de la Dormición.
- Iglesia de los Santos Pedro y Pablo.
- Iglesia de San Jorge
- Iglesia de San Demetrio (Veliko Tárnovo)
- Bazar de Samovodska Charshiya: Bazar situado en el parte antigua de la ciudad.
- Monumento Asénida: erigido en 1985 para celebrar la fundación del reino búlgaro en 1185. La estatua representa a cuatro reyes búlgaros: Asen, Petur, Iván Asen y Kaloyán.
- Casa Sarfkina: Casa señorial del siglo XIX.
- Museo arqueológico de Veliko Tárnovo: Contiene algunos elementos arqueológicos de importancia provenientes de la necrópolis de Nikopolis ad Istrum. Varias de las principales piezas del museo fueron robadas en 2006.
- Museo del resurgimiento nacional y la Asamblea Constituyente: Edificio realizado por Kolyo Ficheto que albergó el primer parlamento de Bulgaria tras la liberación otomana.
- Museo de la Historia Moderna: Museo dedicado a las guerras balcánicas y a la Primera Guerra Mundial.
- Tsarevets
- Torre de Balduino

### Barrio de Asenova
El barrio de Asenova era el barrio de los artesanos y sacerdotes que vivía al lado de la fortaleza de Tsarеvets. En 1913, el barrio quedó abandonado tras un terremoto que destruyó gran parte del barrio.

## Clima
| Parámetros climáticos promedio de Veliko Tarnovo | Parámetros climáticos promedio de Veliko Tarnovo | Parámetros climáticos promedio de Veliko Tarnovo | Parámetros climáticos promedio de Veliko Tarnovo | Parámetros climáticos promedio de Veliko Tarnovo | Parámetros climáticos promedio de Veliko Tarnovo | Parámetros climáticos promedio de Veliko Tarnovo | Parámetros climáticos promedio de Veliko Tarnovo | Parámetros climáticos promedio de Veliko Tarnovo | Parámetros climáticos promedio de Veliko Tarnovo | Parámetros climáticos promedio de Veliko Tarnovo | Parámetros climáticos promedio de Veliko Tarnovo | Parámetros climáticos promedio de Veliko Tarnovo | Parámetros climáticos promedio de Veliko Tarnovo |
| Mes                                              | Ene.                                             | Feb.                                             | Mar.                                             | Abr.                                             | May.                                             | Jun.                                             | Jul.                                             | Ago.                                             | Sep.                                             | Oct.                                             | Nov.                                             | Dic.                                             | Anual                                            |
| ------------------------------------------------ | ------------------------------------------------ | ------------------------------------------------ | ------------------------------------------------ | ------------------------------------------------ | ------------------------------------------------ | ------------------------------------------------ | ------------------------------------------------ | ------------------------------------------------ | ------------------------------------------------ | ------------------------------------------------ | ------------------------------------------------ | ------------------------------------------------ | ------------------------------------------------ |
| Temp. máx. media (°C)                            | 6                                                | 8                                                | 14                                               | 20                                               | 25                                               | 28                                               | 31                                               | 31                                               | 26                                               | 20                                               | 14                                               | 8                                                | 19.3                                             |
| Temp. media (°C)                                 | 1                                                | 3                                                | 8                                                | 13                                               | 18                                               | 22                                               | 24                                               | 24                                               | 19                                               | 14                                               | 9                                                | 3                                                | 13.2                                             |
| Temp. mín. media (°C)                            | -3                                               | -2                                               | 2                                                | 7                                                | 12                                               | 16                                               | 17                                               | 17                                               | 13                                               | 8                                                | 3                                                | -1                                               | 7.4                                              |
| Precipitación total (mm)                         | 48                                               | 44                                               | 43                                               | 63                                               | 88                                               | 86                                               | 65                                               | 56                                               | 41                                               | 45                                               | 51                                               | 50                                               | 680                                              |
| Fuente: World Meteorological Organisation        |                                                  |                                                  |                                                  |                                                  |                                                  |                                                  |                                                  |                                                  |                                                  |                                                  |                                                  |                                                  |                                                  |

## Ciudades hermanadas
- Asti (Italia)
- Bayona (Francia)
- Bitola (Macedonia del Norte)
- Braşov (Rumania)
- Cetiña (Montenegro)
- Cracovia (Polonia)
- Colonia Tovar (Venezuela)
- Iași (Rumania)
- Niš (Serbia)
- Ohrid (Macedonia del Norte)
- Poltava (Ucrania)
- Serres (Grecia)
- Sopron (Hungría)
- Toledo (España)
- Tver (Rusia)
- Shusha (Azerbaiyán)